# Rhamphomyia barbata
Rhamphomyia barbata är en tvåvingeart som först beskrevs av Macquart 1823.  Rhamphomyia barbata ingår i släktet Rhamphomyia och familjen dansflugor. Arten är reproducerande i Sverige. Inga underarter finns listade i Catalogue of Life.

## Bildgalleri

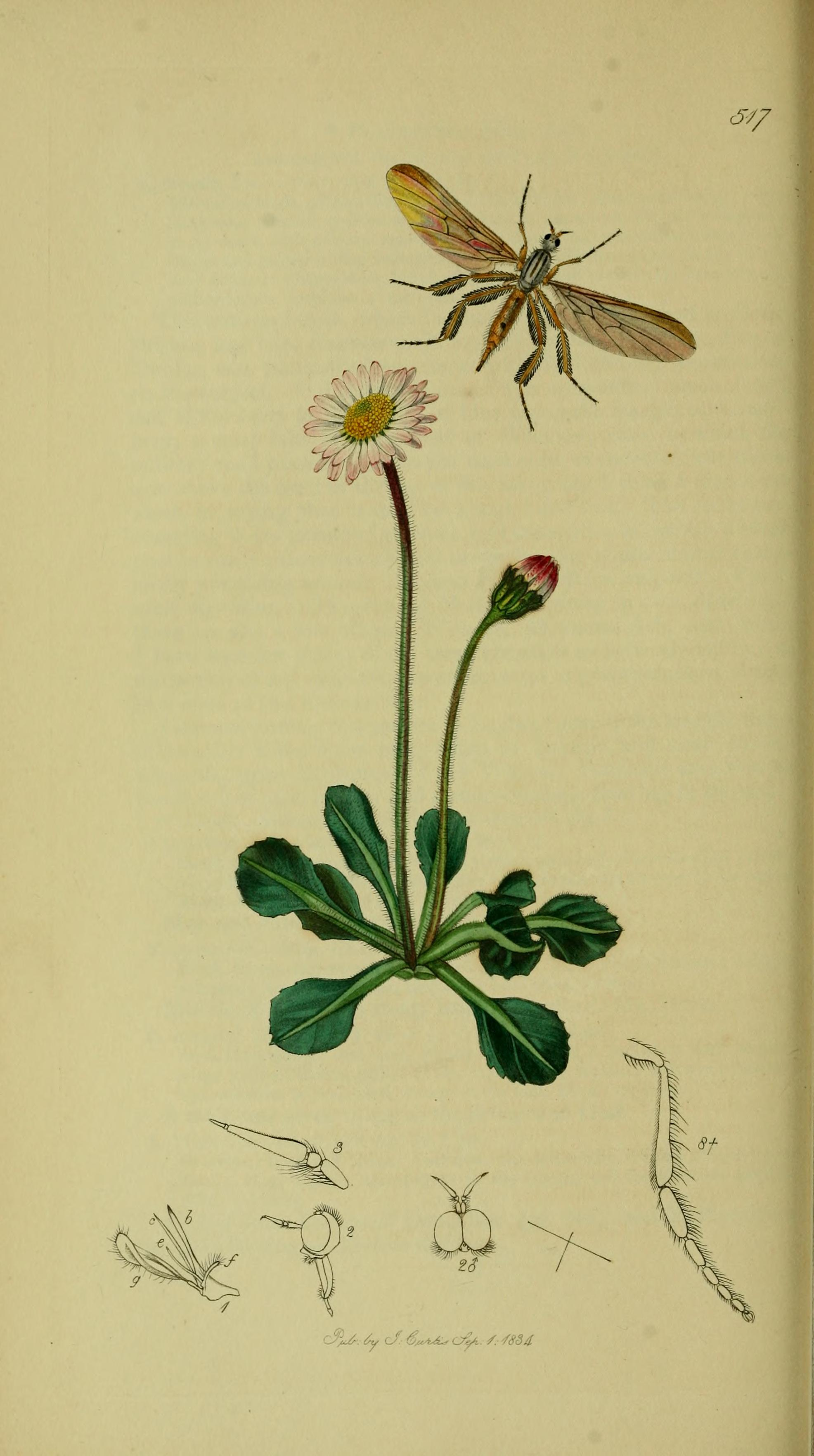